# Leporillus
Genre
Leporillus est un genre australien de rongeurs de la sous-famille des Murinés.

## Liste des espèces
Ce genre comprend les espèces suivantes :
- Leporillus apicalis (Gould, 1853)
- Leporillus conditor (Sturt, 1848) - Rat architecte